# Camponotus hoplites
Camponotus hoplites är en myrart som beskrevs av Carlo Emery 1914. Camponotus hoplites ingår i släktet hästmyror, och familjen myror. Inga underarter finns listade.